# Mouvement (géométrie)
Pour les articles homonymes, voir Mouvement.

Une réflexion glissante est un type de mouvement euclidien.

En géométrie, un mouvement est une isométrie d'un espace métrique. Par exemple, un plan équipé de la métrique de distance euclidienne est un espace métrique où une application associant des figures congruentes est un mouvement . Plus généralement, le terme mouvement est synonyme d'isométrie surjective en géométrie métrique , incluant la géométrie elliptique et la géométrie hyperbolique. Dans ce dernier cas, les mouvements hyperboliques constituent une bonne introduction à la notion de mouvement en géométrie métrique pour les débutants.
Les mouvements peuvent être divisés en mouvements directs et indirects. Les mouvements directs, propres ou rigides sont des mouvements comme les translations et les rotations qui préservent l'orientation d'une forme chirale. Les mouvements indirects ou impropres sont des mouvements tels que des réflexions, des réflexions de glissement et des rotations impropres qui inversent l'orientation d'une forme chirale. Certains géomètres définissent le mouvement de telle manière que seuls les mouvements directs sont qualifiés de mouvements.

## En géométrie différentielle
En géométrie différentielle, un difféomorphisme est qualifié de mouvement s'il induit une isométrie entre l'espace tangent en un point collecteur et l'espace tangent à l'image de ce point collecteur,.

## Groupe de mouvements
Pour une géométrie donnée, l'ensemble des mouvements forme un groupe composant des cartographies. Ce groupe de mouvements est connu pour ses propriétés. Par exemple, le groupe euclidien est remarqué pour le sous-groupe normal de translations. Dans le plan, un mouvement euclidien direct est soit une translation, soit une rotation, tandis que dans l'espace tout mouvement euclidien direct peut être exprimé comme un déplacement de vis selon le théorème de Chasles. Lorsque l'espace sous-jacent est une variété riemannienne, le groupe de mouvements est un groupe de Lie. De plus, la variété a une courbure constante si et seulement si, pour chaque paire de points et chaque isométrie, il existe un mouvement liant un point à l'autre pour lequel le mouvement induit l'isométrie .
L'idée d'un groupe de mouvements pour la relativité restreinte a introduit les mouvements qualifiés de lorentziens. Autre exemple, des idées fondamentales ont été exposées pour un plan caractérisé par la forme quadratique {\displaystyle \ x^{2}-y^{2}\ } dans le mensuel mathématique américain The American Mathematical Monthly . Les mouvements de l'espace de Minkowski ont été décrits par Sergei Novikov en 2006  :
Le principe physique de vitesse constante de la lumière s'exprime par l'exigence que le passage d'un référentiel inertiel à un autre soit déterminé par un mouvement de l'espace de Minkowski, c'est-à-dire par une transformation
{\displaystyle \phi :R^{1,3}\mapsto R^{1,3}}
préserver les intervalles spatio-temporels. Cela signifie que
{\displaystyle \langle \phi (x)-\phi (y),\ \phi (x)-\phi (y)\rangle \ =\ \langle x-y,\ x-y\rangle }
pour chaque paire de points x et y dans R 1,3 .
Une première approche du rôle du mouvement en géométrie a été donnée par Alhazen (965 à 1039). Son ouvrage « L'espace et sa nature »  utilise les dimensions comparées d'un corps mobile pour quantifier le vide de l'espace imaginaire. Il a été critiqué par Omar Khayyam qui a souligné qu'Aristote avait condamné l'utilisation du mouvement en géométrie .
Au XIXe siècle , Felix Klein est devenu un partisan de la théorie des groupes ce qui lui a permis de classer les géométries selon leurs « groupes de mouvements ». Il a proposé d'utiliser des groupes de symétrie dans son programme d'Erlangen, suggestion largement adoptée par la suite. Il a noté que toute congruence euclidienne est une application affine, et que chacune d'elles est une transformation projective ; donc le groupe des projections contient le groupe des applications affines, qui à son tour contient le groupe des congruences euclidiennes. Le terme mouvement, plus court que transformation, permet de mieux souligner les adjectifs associés : projectif, affine, euclidien. Le contexte s'est ainsi élargi, à tel point qu'« en topologie, les mouvements autorisés sont des déformations continues inversibles que l'on pourrait appeler des mouvements élastiques » .
Le domaine de la cinématique a une approche permettant de traduire le mouvement physique en une expression sous forme de transformation mathématique. Souvent, la transformation peut être écrite en utilisant l'algèbre vectorielle et la cartographie linéaire. Un exemple simple est une rotation autour d'un axe écrit sous la forme d’une multiplication de nombres complexes : {\displaystyle z\mapsto \omega z\ } où {\displaystyle \ \omega =\cos \theta +i\sin \theta ,\quad i^{2}=-1}. La rotation dans l'espace est obtenue grâce à l'utilisation de quaternions et les transformations de Lorentz de l'espace-temps grâce à l'utilisation de biquaternions. Au début du XXe siècle, les systèmes numériques hypercomplexes ont été étudiés. Plus tard, leurs groupes d'automorphisme ont conduit à des groupes exceptionnels tels que G2.
Dans les années 1890, les logiciens réduisaient les notions primitives de géométrie synthétique à un minimum absolu. Giuseppe Peano et Mario Pieri ont utilisé l'expression mouvement pour souligner la congruence des paires de points. Alessandro Padoa a réalisé la réduction des notions primitives à de simples points et mouvements dans son rapport au Congrès international de philosophie de 1900. C'est lors de ce congrès que Bertrand Russell découvrit la logique contemporaine à travers Giuseppe Peano. Dans son livre Principes de mathématiques (1903), Russell considère un mouvement comme une isométrie euclidienne qui préserve l'orientation .
En 1914, D.M.Y. Sommerville a utilisé l'idée d'un mouvement géométrique pour établir celle de distance de la géométrie hyperbolique dans son livre Elements of Non-Euclidean Geometry. Il explique:
Par mouvement ou déplacement au sens général, on n'entend pas un changement de position d'un seul point ou d'une figure limitée, mais un déplacement de tout l'espace, ou, s'il s'agit seulement de deux dimensions, de tout le plan. Un mouvement est une transformation qui change chaque point P en un autre point P ′ de telle sorte que les distances et les angles restent inchangés.

## Axiomes du mouvement
László Rédei donne comme axiomes du mouvement  :
1. Tout mouvement est une cartographie biunivoque de l'espace R sur lui-même de telle sorte que tous les trois points sur une ligne seront transformés en (trois) points sur une ligne ;
2. La cartographie identique de l'espace R est un mouvement ;
3. Le produit de deux mouvements est un mouvement ;
4. La cartographie inverse d'un mouvement est un mouvement ;
5. Si nous avons deux plans A, A', deux droites g, g' et deux points P, P' tels que P est sur g, g est sur A, P' est sur g' et g' est sur A' alors il existe une cartographie de mouvement A à A', g à g' et P à P' ;
6. Il existe un plan A, une ligne g et un point P tels que P est sur g et g est sur A alors il existe quatre mouvements mappant A, g et P sur eux-mêmes, respectivement, et pas plus de deux de ces mouvements peuvent avoir chaque point de g comme point fixe, alors qu'il y en a un (c'est-à-dire l'identité) pour lequel tout point de A est fixe ;
7. Il existe trois points A, B, P sur la droite g tels que P est entre A et B et pour tout point C (P inégal) entre A et B il y a un point D entre C et P pour lequel aucun mouvement avec P comme fixe un point peut être trouvé qui mappera C sur un point situé entre D et P.

Les axiomes 2 à 4 établissent que les mouvements forment un groupe.
L'axiome 5 signifie que le groupe de mouvements fournit des actions de groupe sur R transitives de sorte qu'il existe un mouvement faisant correspondre les lignes entre elles.